# 具範謨
具 範謨（ク・ボンモ、朝鮮語: 구범모、1934年1月7日 - ）は、大韓民国の政治家、政治学者。第9・10代大韓民国国会議員。
本貫は綾城具氏。

## 経歴
日本統治時代の慶尚北道醴泉郡に生まれた。ソウル大学校文理学部政治学科を卒業した後、同大大学院に進学し政治学の修士を取得した。また、渡米しコーネル大学大学院にて政治学の博士を取得した。その後ソウル大学校文理学部で教授を務め、1978年5月18日に行われた統一主体国民会議第二期代議員選挙にて初当選し国会議員となり、10代まで務めた。その後は韓国精神文化研究院教授・研究部長・大学院長、慶南大学校北韓大学院の招聘教授などを務めた。2015年11月28日に東京都のホテルで行われた第51回日韓・韓日協力委員会では、日韓の持つ民主主義と市場経済について演説した。

## 学歴
- ソウル大学校文理学部政治学科学士
- ソウル大学校大学院政治学修士
- コーネル大学大学院政治学博士

## 著書
- 比較政治論、2000年代と韓国の選択